# Понте Сант'Антонио (Пескара)
Понте Сант'Антонио (итал. Ponte Sant'Antonio) је насеље у Италији у округу Пескара, региону Абруцо.
Према процени из 2011. у насељу је живело 75 становника. Насеље се налази на надморској висини од 249 м.